# Punceres

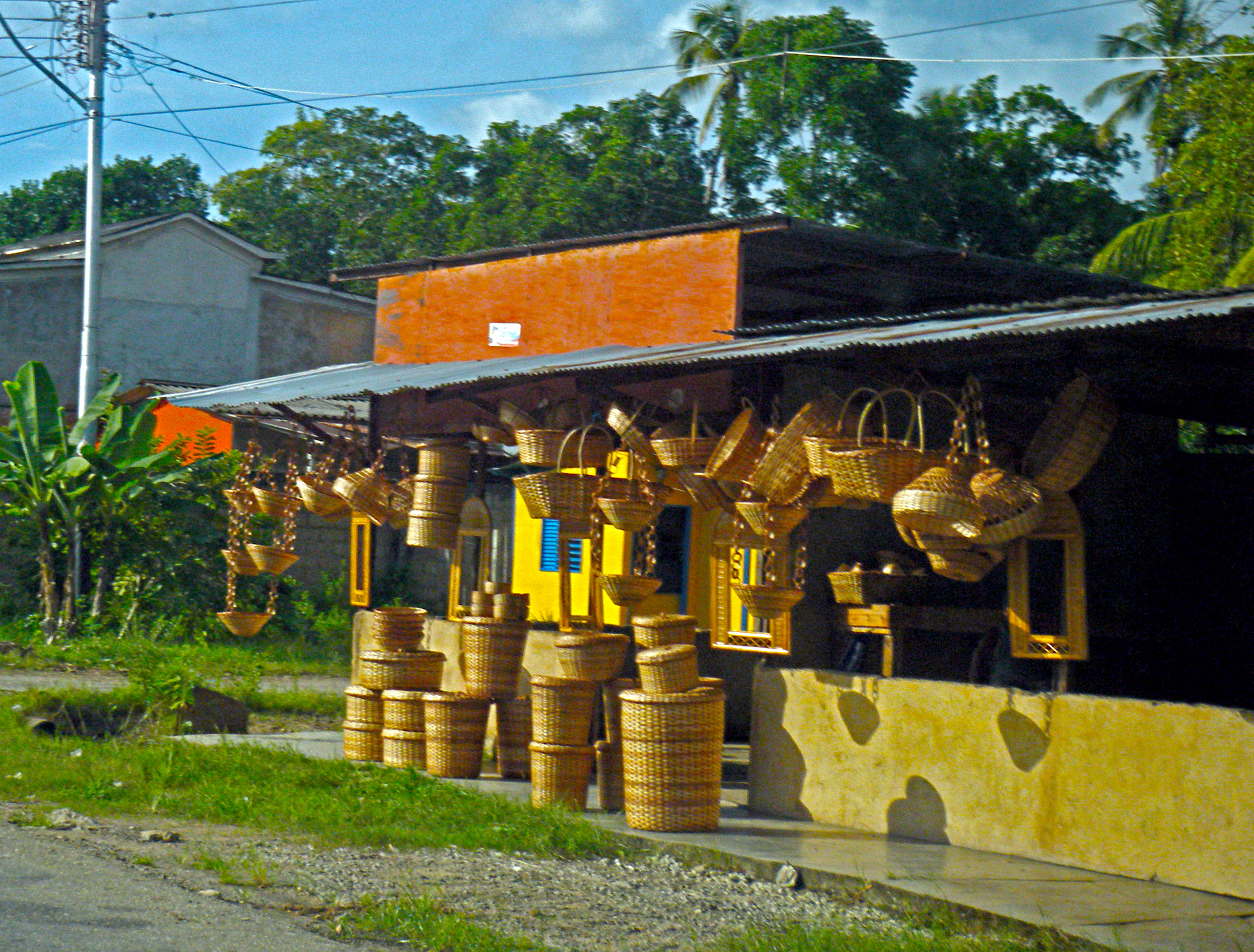
Punceres, Monagas

Punceres é um município da Venezuela, localizado no estado de Monagas. Sua capital é a cidade de Quiriquire.

## Geografia
O município de Punceres está situado na região leste da Venezuela, fazendo parte da bacia hidrográfica do rio Guarapiche. O relevo da região é predominantemente plano, com áreas de floresta tropical e clima quente e úmido.

## População
Segundo o Instituto Nacional de Estatística da Venezuela (INE), o município contava com uma população estimada de 26.547 habitantes em 2011.

## Divisão administrativa
Punceres é composto por duas paróquias:
Quiriquire
San Antonio

## Economia
A economia do município é baseada principalmente na agricultura e na exploração de petróleo. Dentre os principais produtos agrícolas estão o milho, a mandioca, frutas tropicais e a criação de gado em pequena escala. A cidade de Quiriquire possui também relevância histórica no setor petrolífero da Venezuela, com presença de antigas instalações da indústria de hidrocarbonetos.

## Cultura
Punceres preserva manifestações culturais típicas da região oriental do país, como festividades religiosas, danças tradicionais e artesanato, especialmente em cerâmica e cestaria.

## História
A ocupação da região intensificou-se no século XX com a descoberta de reservas de petróleo, especialmente nos arredores de Quiriquire. Isso atraiu trabalhadores de diferentes partes do país, contribuindo para o crescimento urbano e a diversificação cultural.

## Infraestrutura
O município conta com rede de escolas básicas, postos de saúde e infraestrutura rodoviária que o conecta com outras cidades de Monagas, como Maturín e Caripe.